# Aeroporto de Vágar
O Aeroporto de Vágar (em faroês: Vága Floghavn) (IATA: FAE, ICAO: EKGV) é um aeroporto localizado em Vágar, Ilhas Feroe, na Dinamarca, sendo o principal aeroporto do território, foi construído pela Força Aérea Real do Reino Unido durante a Segunda Guerra Mundial, ficando desativado até ser reaberto para uso civil em 1963.